# Antéchrista
Antéchrista (deutscher Titel: Böses Mädchen) ist der elfte von Amélie Nothomb publizierte Roman und ist 2003 im belgischen Verlag „Éditions Albin Michel“ erschienen. Die Sprache des Originaltextes ist Französisch, die deutsche Übersetzung ist 2006 im Diogenes Verlag erschienen.

## Zusammenfassung
Blanche (frz. für weiß, hier: wie ein unbeschriebenes Blatt), ein schüchternes, unscheinbares und in sich zurückgezogenes Mädchen lernt an der Universität in Brüssel Christa kennen und freundet sich mit ihr an. Es ist die erste Freundin in Blanches Leben und zunächst ist sie sehr gespannt und aufgeregt. Es stellt sich heraus, dass Christa das genaue Gegenstück zu Blanche ist: Sie ist begabt, brillant und vor allem sehr bekannt. Sehr schnell findet Blanche heraus, dass Christas Freundschaft ein falsches Spiel ist und Christa Stück für Stück zu ihrem Scharfrichter, dem Antichrist, wird. Blanche muss nun also ihre Beklommenheit und ihre Ängste überwinden, um der „Antéchrista“ zu entkommen und ihre Familie vor der „Apokalypse“ zu retten.

## Zeitliche Übersicht und Struktur
An der zeitlichen Struktur und Wahrnehmung Blanches (durch Ich-Perspektive des personalen Erzählers gegeben) lässt sich gut der rote Faden im Buch ausmachen.
Folgende Tabelle zeigt die Entwicklung der Handlung im Buch auf und versucht eine zeitliche Verortung herzustellen:
| Woche       | Zeitliche Struktur                                         | Handlung |
| ----------- | ---------------------------------------------------------- | --- |
| 1           | Erster Tag                                                 | Blanche sieht Christas Lächeln |
| 2           | Eine Woche später                                          | Christa sieht Blanche an |
| 2           | Am folgenden Tag (Montag)                                  | Christa spricht Blanche an |
| 2           | Dienstag                                                   | Christa ist müde |
| 2           | Am folgenden Tag (Mittwoch)                                | Blanche lädt Christa zu sich ein |
| 3           | Montag                                                     | Christa kommt zu Blanche, die Folter und Kennenlernen mit den Eltern                                                                           |
| 3           | Am folgenden Morgen (Dienstag)                             | Rückkehr zur Universität; Abends: Blanche führt die Gymnastik von Christa aus                                                                  |
| 3           | Am folgenden Tag (Mittwoch)                                | Blanche fühlt sich einsam |
| 4           | Am nächsten Montag                                         | Christa wird mit großem Überschwang von den Eltern in Empfang genommen (Champagner)                                                            |
| 4           | Einige Tage später                                         | Christa stellt Blanche ihren Freunden vor |
| 5           | Montagnacht                                                | Blanche stellt Fragen über Detlev, sie denkt über die Freundschaft nach                                                                        |
| 6           | Am nächsten Montag                                         | Christa erscheint weder in der Universität noch in der Wohnung der Hasts; Blanches Eltern sind beunruhigt                                      |
| 6           | Am Folgetag                                                | Christa erscheint wieder in der Universität |
| 7           | Am darauffolgenden Montag                                  | Blanche verliert ihre Eltern; sie schlagen Christa vor während der ganzen Woche bei ihnen zu wohnen                                            |
| 7           | Mittwochnachmittag                                         | Christa zieht um |
| 7           | Später, in der Universität                                 | Christas Selbstdarstellung; Blanches innere Kraft ("Atomreaktor")                                                                              |
| 7           | Im November                                                | Christa geht mit Blanche aus: "Antéchrista" |
| 7           | In dieser Nacht                                            | Blanches innerer Dialog |
| 8           | Während einiger Tage                                       | Blanche ignoriert den Eindringling; "Christa war ebenso schön, wie Antichrista hässlich war."                                                  |
| Nov/Dez     | Die Wochenenden waren meine Befreiung                      | Blanche profitiert von ihrer Einsamkeit um die ganze Zeit zu lesen                                                                             |
| Nov/Dez     | Wenn sie da ist (d. h. von Sonntagabend bis Freitagmittag) | Christa lässt Blanche wie Beton erstarren; Die Antichristin gewinnt an Boden                                                                   |
| Nov/Dez     | Unter der Woche                                            | Christa führt Blanche zu vielen Parties aus |
| Nov/Dez     | Unter der Woche                                            | Das "Abenteuer" mit Sabine |
| Dez         | Im Dezember                                                | Die Klausuren: Blanche hat die bessere Note in Philosophie                                                                                     |
| Dez         | In den Weihnachtsferien                                    | Christa geht nach Hause; Blanche erfreut sich an zwei Wochen der Freiheit                                                                      |
| Dez         | In den Weihnachtsferien                                    | Der Besuch bei Tante Ursula |
| Dez         | In der Silvesternacht                                      | Blanches Eltern müssen an Christa denken |
| Jan         | Der Abend des 5. Januar                                    | Man isst den Dreikönigskuchen: Die Apokalypse ist nah                                                                                          |
| Jan         | Drei Tage in der Woche                                     | Blanches Eltern laden Gäste zum Abendessen ein um ihnen Christa vorzustellen; sie machen sich ungeachtet ihrer Anwesenheit über Blanche lustig |
| Feb         | Ferien                                                     | Christa geht nach Hause |
| Feb         | Am Tag nach Christas Abreise                               | Blanche fährt für einen Tag nach Malmedy (auf Französisch ein phonetisches Wortspiel: "mal-me-dit": "Böses sagt man mir")                      |
| Feb         | Am zweiten Ferientag                                       | Blanche zeigt ihren Eltern die "Beweise" |
| Feb         | Am Sonntagabend                                            | Unterredung der Familie Hast mit Christa; Christa packt ihre Sachen                                                                            |
| Im Frühling | Eines Tages...                                             | Kurzes Gespräch zwischen Christa und Blanche in der Universität                                                                                |
| Im Frühling | Einige Tage später                                         | Der Brief von Herrn Bildung |
| Im Frühling | Eines Morgens                                              | Ein Freund von Christa spuckt Blanche ins Gesicht                                                                                              |
| Im Frühling | Später                                                     | Beleidigende Briefe von Detlev und Christas Mutter                                                                                             |
| Im Frühling | Später                                                     | Das Universitätsleben wird schwierig für Blanche                                                                                               |
| Im Frühling | Am Vorabend der Osterferien                                | Blanche kommt zu spät zur Vorlesung: Der Filmkuss für Christa                                                                                  |
| Im Frühling | Zwei Wochen später                                         | Die Vorlesungen gehen weiter - ohne Christa |
| Jun         | Die Zeit vergeht                                           | Blanche verfehlt ihre Klausuren, ihre Eltern gehen in den Urlaub, sie bleibt alleine zurück                                                    |
| Aug         | Am 13. August                                              | Blanches 17. Geburtstag, keine Feier, kein einziger Anruf; Blanche führt die von Christa vorgeschriebene Gymnastik aus, ohne dies zu wollen    |

Die zeitliche Dynamik macht immer größere Sprünge; wird das Geschehen anfangs noch in Schritten von Tages- und Nachtzeiten erzählt, sind es dann Wochen (von Montag zu Montag) und schließlich gegen Ende des Buches Monate.

## Blanche und Christa
Die beiden Hauptcharaktere des Romans heißen Blanche und Christa. Blanche ist ein schüchternes, zurückgezogen lebendes Mädchen im Alter von 16 Jahren. Sie schämt sich dafür, dass es ihr schwerfällt auf Menschen (vor allem Gleichaltrige) zuzugehen. Christa stellt das genaue Gegenteil von Blanche dar. Sie ist ebenfalls 16 Jahre alt und kommt aus Malmedy in Ostbelgien. Sie spricht die deutsche Sprache, lacht oft und geht gerne auf Leute zu.

## Christliche Symbolik im Buch
Keine der Romanfiguren hat eine Bindung oder irgendeine Affinität zur christlichen Religion. Weder Blanche, noch ihre Eltern, noch Christa sind praktizierende Christen. Trotzdem werden christliche Metaphern, Gleichnisse und Symbole von ihnen verwendet: Gleichnis vom verlorenen Sohn, Epiphanie, Antichrist, Apokalypse, Judaskuss, Kreuzigung. Diese Spuren der christlichen Bekenntnisswelt sind in der säkularisierten Gesellschaft des 21. Jahrhunderts weitgehend bedeutungslos geworden und haben ihren ursprünglichen Sinngehalt verloren. Meinungsforschungsinstitute haben ermittelt, dass Weihnachten von einem Großteil der (französischen) Bevölkerung mit Geschenkaustausch und Winterferien assoziiert und Ostern mit Osterhasen und Frühlingserwachen in Zusammenhang gebracht wird – beim Pfingstfest ist die Erklärungsnot am größten –, während das christliche Heilsgeschehen größtenteils in Vergessenheit geraten ist. Dieser Sachverhalt spiegelt sich im Romangeschehen wider. Alle Anlehnungen und Parallelen zur christlichen Bekenntniswelt haben ihre religiöse Konnotation eingebüßt und sind mit negativen Vorzeichen versehen: das Gleichnis vom verlorenen Sohn nutzt Christa rücksichtslos für ihre eigene Profilierung aus. Die Epiphanie wird zu einer erbärmlichen Farce und Wortklauberei herabgewürdigt. Christa wird aufgrund ihrer satanischen Machenschaften von Blanche zur „Antéchrista“ erklärt. Ihre teuflischen Manipulationen nehmen im Mikrokosmos der Hast-Familie apokalyptische Ausmaße an. Der Judaskuss trägt zur Entlarvung der hinterhältigen Christa bei. Die Kreuzigung wird zur Schilderung von Blanches innerer Zerrissenheit entweiht.

## Zitate
Die folgenden Schlüsselzitate stammen aus der französischen Version des Buches aus dem Reclam-Verlag. Die angegebenen Übersetzungen sind freie Übersetzungen des Autors dieses Artikels und entstammen nicht der offiziellen Übersetzung "Böses Mädchen".
- "Le premier jour, je la vis sourire. Aussitôt, je voulus la connaître."[2] - Am ersten Tag sah ich sie lächeln. Alsbald wollte ich sie kennenlernen.

- "L'équation s'énonçait ainsi : Christa était aussi belle qu'Antéchrista était hideuse."[3] - Die Gleichung lautete folgenderweise: Christa war ebenso schön, wie Antichrista hässlich war.

- "De toute façon, c'est Christa, notre reine ! déclara ma mère."[4] - Auf jeden Fall: Unsere Königin ist Christa!, erklärte meine Mutter.

- "Je vis mes doigts s'etreindre au pancrace, je vis mes épaules se tendre comme un arc, je vis ma cage thoracique déformée par l'effort et je vis ce corps ne plus m'appartenir et exécuter, toute honte bue, la gymnastique prescrite par Antéchrista. Ainsi, sa volonté fut faite, et non la mienne."[5] - Ich sah meine Finger sich im Ringkampf umschlingen, ich sah meine Schultern sich wie einen Bogen spannen, ich sah meinen Brustkorb von der Anstrengung verbogen und ich sah diesen Körper, der mir nicht länger gehörte und ohne jegliches Schamgefühl die von Christa beschriebene Gymnastik ausführte. So geschah ihr Wille und nicht der meinige.

## Veröffentlichungen
- Antéchrista, Philipp Reclam jun. GmbH & Co. KG, Ditzingen, Oktober 2008, ISBN 978-3150197394
- Böses Mädchen, Diogenes Verlag, Zürich, August 2006, ISBN 978-3257235524